# آدام ناواوکا
آدام ناواوکا (لهستانی: Adam Nawałka؛ زادهٔ ۲۳ اکتبر ۱۹۵۷) یک بازیکن سابق و مربی فوتبال اهل لهستان است.
از باشگاه‌هایی که در آن بازی کرده‌است می‌توان به ویسوا کراکوف اشاره کرد. وی همچنین در تیم ملی فوتبال لهستان ۳۴ بازی بازی انجام داده است.
ناواوکا سابقه مربی‌گری در تیم‌های ویسوا کراکوف، یاگلونیا بیاویستوک، گورنیک زابژه، تیم ملی فوتبال لهستان و لخ پوزنان را در کارنامه دارد.